# TRACES VOL.2
『TRACES VOL.2』（トレーシーズ・ボリューム2）は、the GazettEのベスト・アルバム。2017年3月8日にSony Music Recordsから発売。

## 概要
ベストアルバムのリリースとしては、前作『TRACES BEST OF 2005-2009』以来、約5年と11か月ぶり。ただし、本作は全曲再録、そして歌モノだけに選曲を絞った、いわゆるバラード・ベストとして製作された。
選曲はインディーズ・メジャー問わず、10曲が選曲された。また、通常盤・初回限定盤の2パターンが製作され、後者には更に2曲を追加収録。

## 記録
オリコン週間アルバムチャート（2017年3月20日付）では、8,416枚を売り上げ、8位を記録。オリジナルアルバムを含めると8作目の週間チャートでのトップ10入りを果たし、また、ベストアルバムとしては初のトップ10入りとなった。

## 収録内容
1. 枯詩
写真集 ｢Verwelktes Gedicht｣ に付属するCDに収録されていた楽曲。再録音源ではあるものの､ 事実上のアルバム初収録
2. Cassis
8thシングル
3. D.L.N
2ndアルバム『NIL』収録曲
4. CALM ENVY
3rdアルバム『STACKED RUBBISH』収録曲
5. reila
7thシングル
6. UNTITLED
5thアルバム『TOXIC』収録曲
7. WITHOUT A TRACE
14thシングル『DISTRESS AND COMA』カップリング曲
8. 紅蓮
12thシングル
9. 白き優鬱
4thアルバム『DIM』収録曲
10. PLEDGE
18thシングル
11. 絲[注釈 1]
ミニアルバム『悪友會 ～あくゆうかい～』収録曲
12. 体温[注釈 1]
2ndアルバム『NIL』収録曲